# Rhamphomyia appendens
Rhamphomyia appendens är en tvåvingeart som beskrevs av Bartak 2002. Rhamphomyia appendens ingår i släktet Rhamphomyia och familjen dansflugor.
Artens utbredningsområde är Montana. Inga underarter finns listade i Catalogue of Life.